# Aziz Corr Nyang
Aziz Corr Nyang, född 27 augusti 1984 i Banjul, är en gambisk fotbollsspelare som spelar för Banjul FC.

## Karriär
Under 2001 öste Aziz in mål för IFK Lidingö i division 3. Efter säsongen skrev han på ett fyraårskontrakt med Djurgårdens IF och ansågs vara väldigt lovande för sin ålder. Under 2003 spelade han sina första tävlingsmatcher med klubben och var bland annat med och spelade bortamatchen mot Partizan Belgrad i Champions League-kvalet. Ett år senare och sammanlagt 7 matcher för Djurgårdens IF blir han utlånad till klubbens dåvarande samarbetsklubb Åtvidabergs FF. 
Efter säsongen lämnade han Sverige och åkte ner till Gambia. Sommaren 2006 var han tillbaka i Sverige igen och erbjöd sina tjänster till Djurgården som avböjde. Då valde han spel med Tyresö FF. 2007 skrev han på för Assyriska och spelade där fram till sommaren 2009. 
I juli 2009 skrev han på ett 3,5-årskontrakt med GIF Sundsvall och återförenades med tränaren Sören Åkeby som 2001 tog över honom till Djurgården. Under en lyckad höst svarade Aziz för 8 mål på 12 matcher med sin nya klubb. Under säsongen 2010 i Superettan med GIF Sundsvall fick han fortsatt gott om speltid men det gick sämre med målskyttet.
Efter den något sämre säsongen 2010 i GIF Sundsvall i Superettan lånades han ut till seriekonkurrenten Brommapojkarna där fick nästan dubbelt så många starter (22 stycken på 30 matcher) jämfört med säsongen innan (13 starter på 30 matcher). Dock så blev det bara 3 mål i BP mot 2 stycken säsongen innan.
Säsongen 2020 gjorde Corr Nyang sex mål på åtta matcher för Banjul FC i Division 5.

## Seriematcher och mål
- 2012: –
- 2011: 23 / 3 (Brommapojkarna, Superettan)
- 2010: 22 / 2 (GIF Sundsvall, Superettan)
- 2009: 20 / 9 -  (8 / 1) Assyriska FF och (12 / 8) GIF Sundsvall
- 2008: 14 / 2 Assyriska FF
- 2007: 15 / 2 Assyriska FF
- 2006: ?  / ? Tyresö FF
- 2005: ?
- 2004: 17 / 3 - (2 / 0) Djurgårdens IF och (15 / 3) Åtvidabergs FF
- 2003: 5 / 0 Djurgårdens IF
- 2002: 0 / 0

## Meriter
- 11 A-landskamper (med 3 mål) för Gambiska landslaget